# مديرية خمر

تعديل مصدري - تعديل

مديرية خمر هي إحدى مديريات محافظة عمران في اليمن، بلغ عدد سكانها وفقا لإحصاء عام 2003 ما يقارب 73،225 نسمة.